# Aletta Ocean

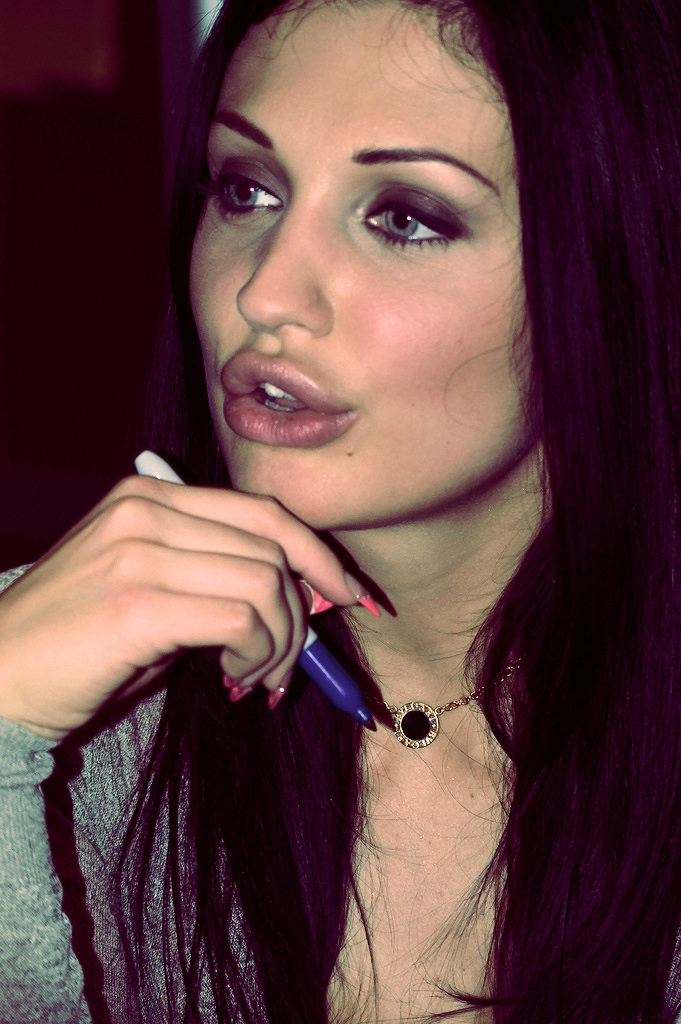
Aletta Ocean (2011)

Aletta Ocean (* 14. Dezember 1987 in Budapest, Ungarn als Dóra Varga) ist eine ungarische Pornodarstellerin. Sie wirkte bisher (Stand: Juli 2023) in mehr als 972 Filmen und zahlreichen Einzel-Videos mit.

## Leben
Nach ihrem Abitur spielte Varga ursprünglich mit dem Gedanken, ein Studium an der Budapest Business School zu beginnen. Sie nahm jedoch auch mit dem Ziel, Aufmerksamkeit als Fotomodell zu gewinnen, an den Wahlen zur Miss Hungary teil und erreichte im Finale am 29. Dezember 2006 die Runde der besten sechs. Anfang 2007 kam sie durch ihren Freund, der damals als Pornodarsteller und später auch hinter den Kulissen für das 21Sextury-Network arbeitete, mit dem Business in Kontakt und drehte etliche Hardcore-Videos. Nach einem halben Jahr beschloss sie, hauptberuflich Pornodarstellerin zu werden, und arbeitete danach zunächst unter den Pseudonymen Doris und Aletta Alien. Weitere Aliasnamen von ihr sind Aletta Florencia und Artemis Gold.
Nachdem sie bereits für renommierte Branchenunternehmen tätig gewesen war, ließ sie sich zunächst Mitte 2008 die Lippen aufspritzen und ein halbes Jahr später die Brüste vergrößern. Sie änderte ihr Pseudonym zu Aletta Ocean und arbeitete 2009 zweimal für jeweils zwei Monate in den USA. Ende 2009 ließ sie sich die Brüste erneut vergrößern. Laut eigener Aussage von Ocean wiegen alleine ihre Brustimplantate knapp 2 kg. Nach dem Gewinn zweier AVN Awards im Januar 2010 widmete ihr die Firma Private die Compilation (mit einer neuen Szene) The Private Life of Aletta Ocean.

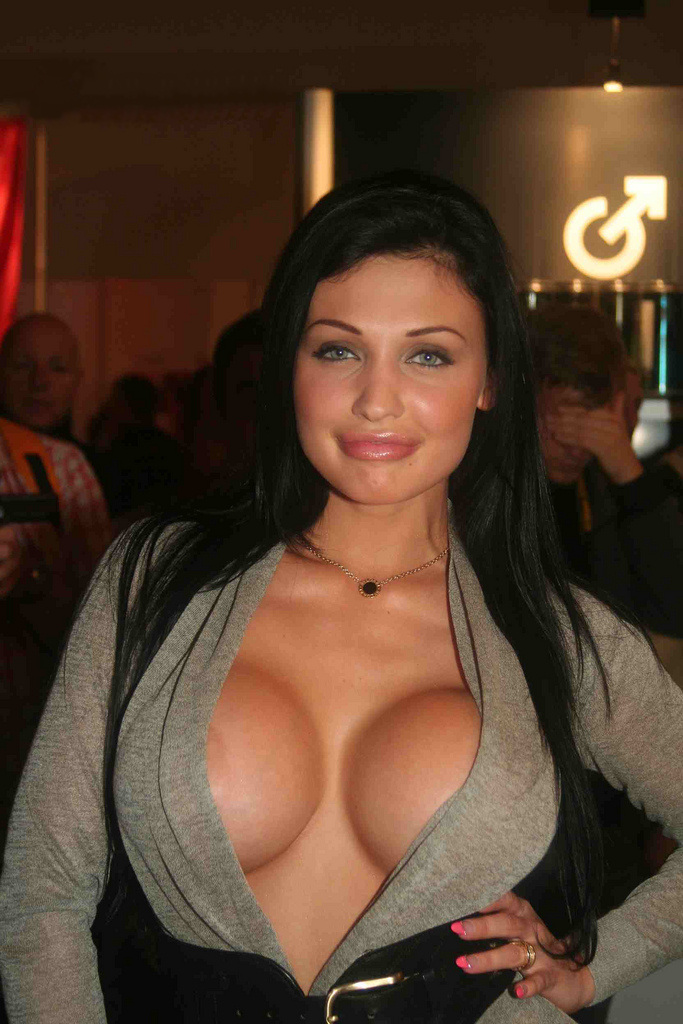
Aletta Ocean, 2010

Ocean lebte früher in Budapest, inzwischen wohnt sie aber aufgrund der besseren Verdienstmöglichkeiten in den USA in Beverly Hills. Sie hat neben ihrer Karriere als Erotikdarstellerin ein Wirtschaftsstudium an der Wirtschaftshochschule in Budapest abgeschlossen. Heute hält Ocean ihr privates Leben eher aus der Öffentlichkeit heraus.

## Filmografie (Auswahl)
- 2007: French Kiss
- 2007: Private Xtreme 38: Teens
- 2008: Barcelona Sex Secrets
- 2008: Dirty Santa
- 2008: Party Babes
- 2008: Pussy to Mouth Party
- 2008: Russian Institute – Lesson 10
- 2008: SEXth Element
- 2008: Slutty and Sluttier 7
- 2009: All Internal 10
- 2009: Billionaire 2
- 2009: Blow Me Sandwich 14
- 2009: Pornochic 18: Aletta
- 2009: Rocco: Animal Trainer 29
- 2009: Baby Got Boobs 2
- 2009: Club Girls Hardcore 2
- 2009: Exploring Fantasies
- 2009: Private Specials 27: Fuck My Big Boobs
- 2009: Russian Institute – Lesson 11: Pony Club
- 2009: Story of Laly
- 2010: Anal Prostitutes On Video 8
- 2010: Big Tits at Work 10
- 2010: Forest Fun Video
- 2010: Geisha
- 2010: Octopussy: A XXX Parody
- 2010: Private Gold 110: Miss Private – Battle Of The Big Boobs
- 2010: Private Specials 42: Aletta's Amazing Big Boobs
- 2011: Best Gift: Aletta's Tits
- 2011: Deep Throat This 49
- 2011: Passport
- 2011: Sound of Love
- 2012: Anal Fanatic 4
- 2012: Hands-On Hardcore 1
- 2013: Boobday 2
- 2012: In Her Bed
- 2013: Lipstick Romance 1
- 2013: Sapphic Sensation 1
- 2013: Seduced By My Secretary
- 2013: Treats for the Fan
- 2014: Aletta and Her Boobs
- 2014: Amazing Tits 3
- 2014: Bang Bus 49
- 2014: Tug Jobs 35
- 2015: 180 Degrees of Double D
- 2015: Big Tits in Uniform 14
- 2015: Blowjob Fridays 19
- 2015: Threeways: The Strap-On Sessions
- 2015: Tour Of London 2
- 2016: Farid Bang Musikvideo: Russische Diät
- 2016: Nazar Musikvideo: Zackig die Patte
- 2016: Lost in Brazzers (Webserie, 1 Folge)
- 2016: Storm of Kings (Webserie, 1 Folge)
- 2016: Public Bang 2, 4
- 2016: Sexo en Publico 1, 2
- 2016: DogFart Invades Europe! 1, 2
- 2016: Lost In Brazzers
- 2016: Overworked Titties 1
- 2017: Brazzers Presents: The Parodies 7
- 2017: Fly Girls: Final Payload
- 2017: Good Fuck to You 2
- 2017: Superfan
- 2018: Greek Holiday
- 2018: Tetangas Espanolas 12
- 2018: Busty Cock Workers
- 2018: Don't You Wanna Fuck My Ass? 3
- 2018: Hot Yoga with Aletta
- 2018: Kinky Nurse
- 2019: Aletta Loves Blondes
- 2019: BG Anal Show
- 2019: Fill Her Up
- 2019: F*Ck My Tight Pussy
- 2019: Leigh Darby Ultimate MILF: London Diary 4
- 2019: Massage with Extras
- 2020: Aletta Solo 134, 136, 140
- 2020: European Anal Conquest
- 2020: Busty MILFS
- 2021: Deepthroat Compilation
- 2021: She Only Wants Anal
- 2021: My Wife's Fantasy
- 2021: POV Passion
- 2021: Touching Myself 2
- 2021: Up in Her Ass 2
- 2021: Unfulfilled Sex Dreams
- 2021: Down To Fuck
- 2022: Deep Anal
- 2022: Fuck A Fan

## Auszeichnungen
| Jahr | Preis     | Kategorie                                                                                   | Film        |
| ---- | --------- | ------------------------------------------------------------------------------------------- | ----------- |
| 2010 | AVN Award | „Female Foreign Performer of the Year“                                                      |             |
| 2010 | AVN Award | „Best Sex Scene in a Foreign-Shot Production“ (zusammen mit Olivier Sanchez und George Uhl) | Dollz House |